# Adama Sawadogo
Adama Sawadogo (Ouagadougou, 20 de janeiro de 1990) é um futebolista profissional burquinense que atua como goleiro.

## Carreira
Adama Sawadogo representou o elenco da Seleção Burquinense de Futebol no Campeonato Africano das Nações de 2012.